# Championnat d'Europe de baseball 1975
Navigation
Édition précédente Édition suivante
Le championnat d'Europe de baseball 1975, quatorzième édition du championnat d'Europe de baseball, a eu lieu du 25 juillet au 3 août 1975 à Barcelone, en Espagne. Il a été remporté par l'équipe d'Italie.